# Biserica de lemn din Seciurile

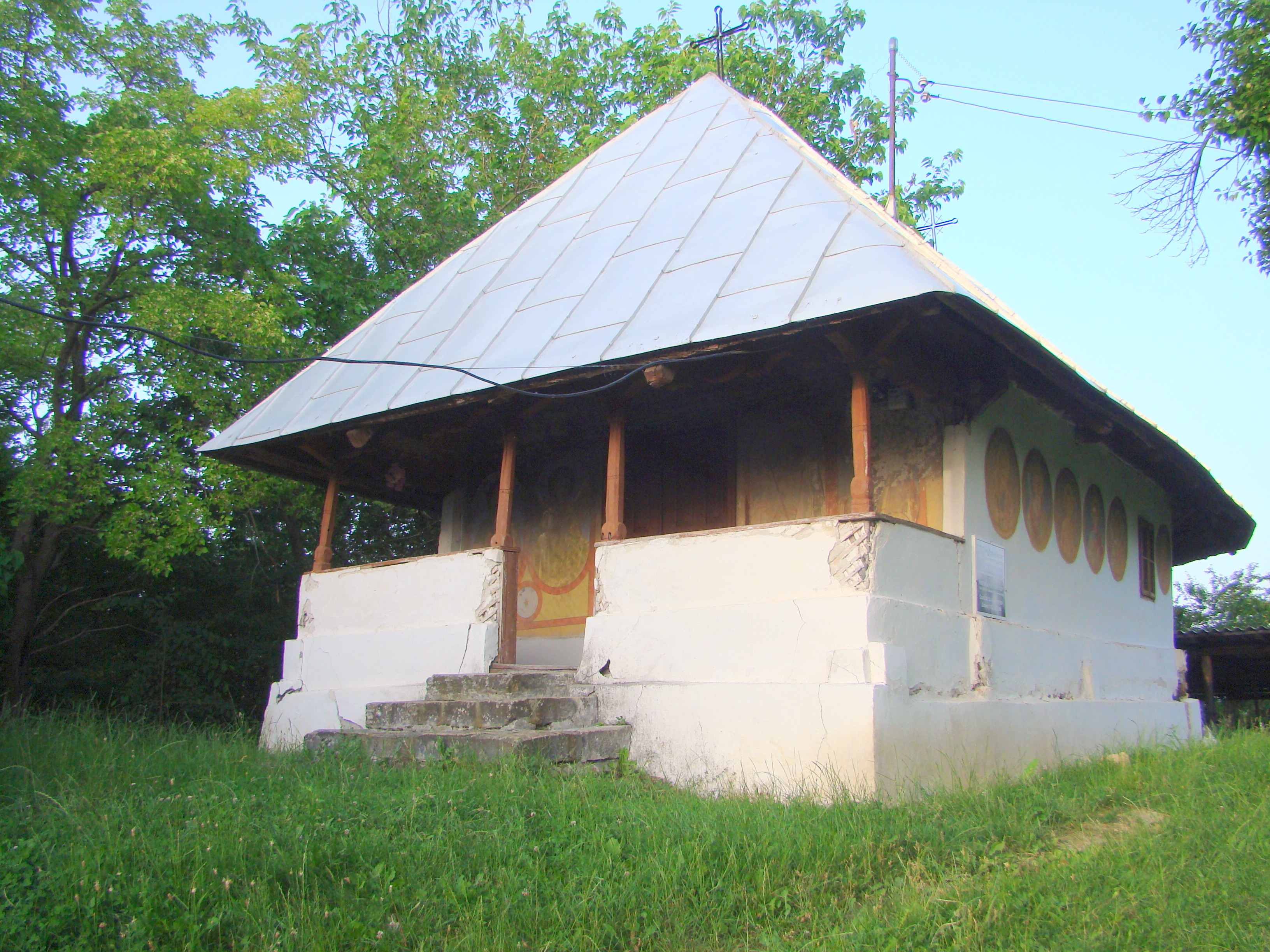
Biserica de lemn „Sfinții Voievozi” din Seciurile, comuna Roșia de Amaradia, județul Gorj, foto: iunie 2018.

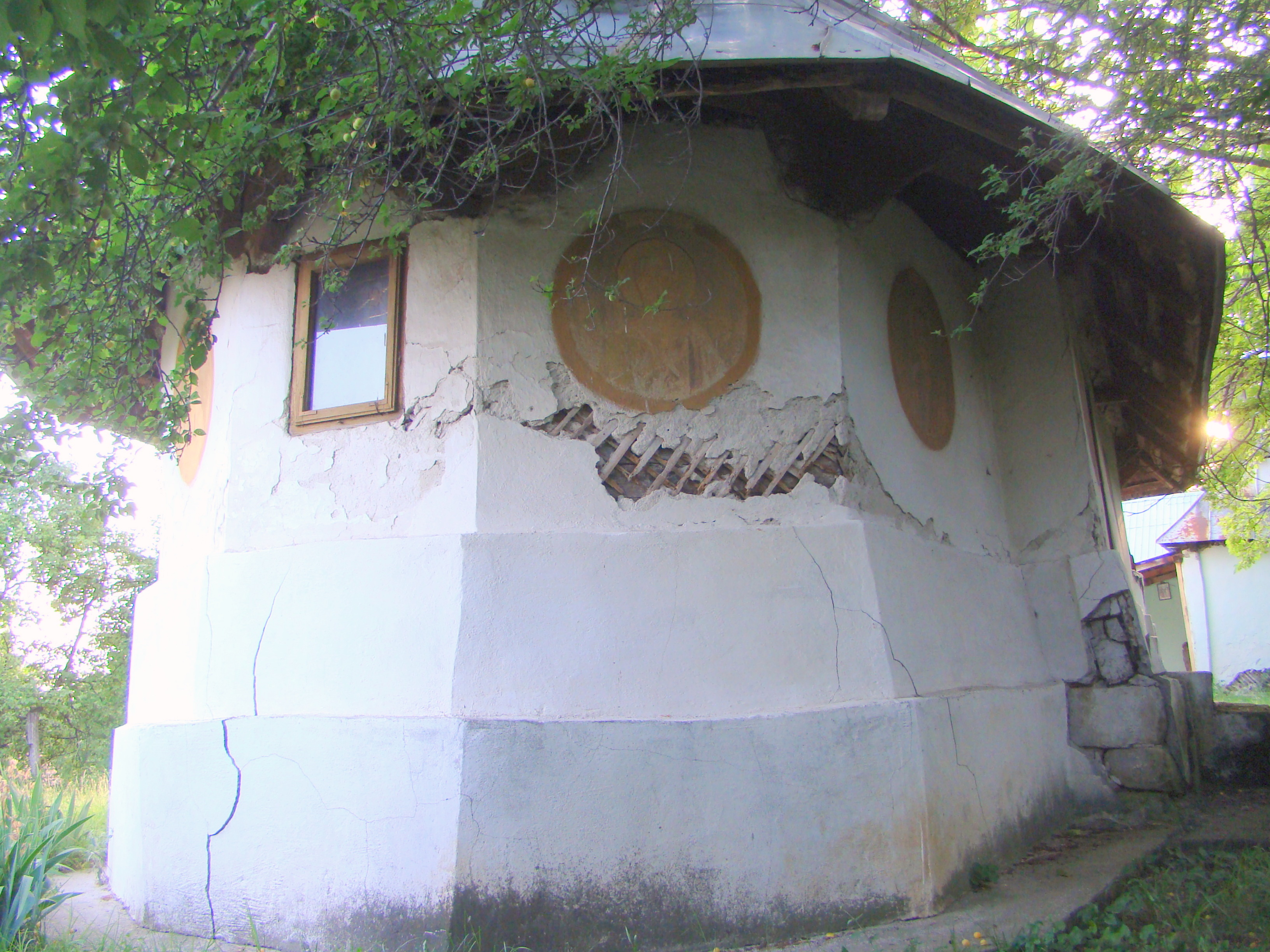
Altarul, cu particularitatea arhaică a unghiului în ax

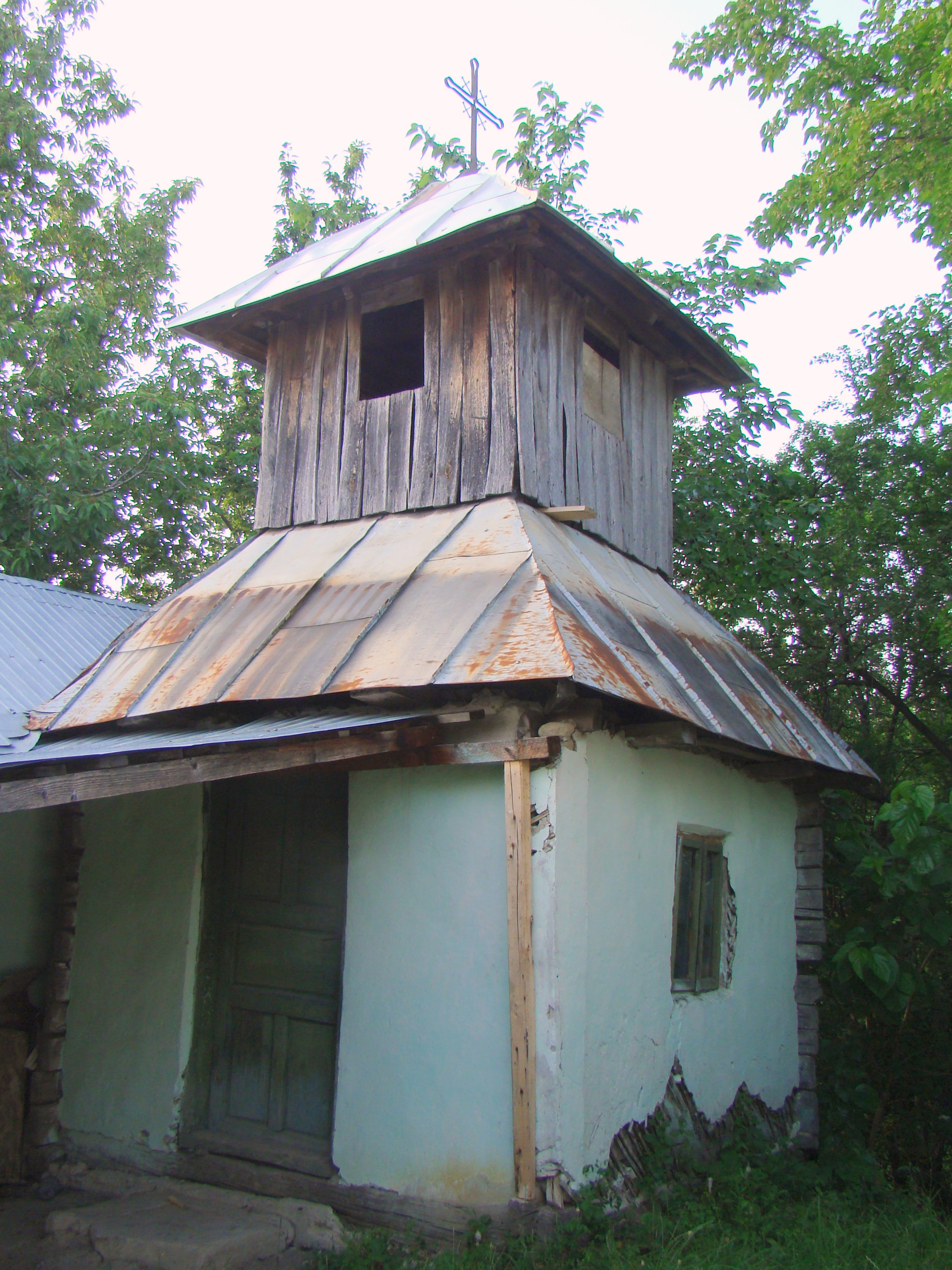
Clopotnița

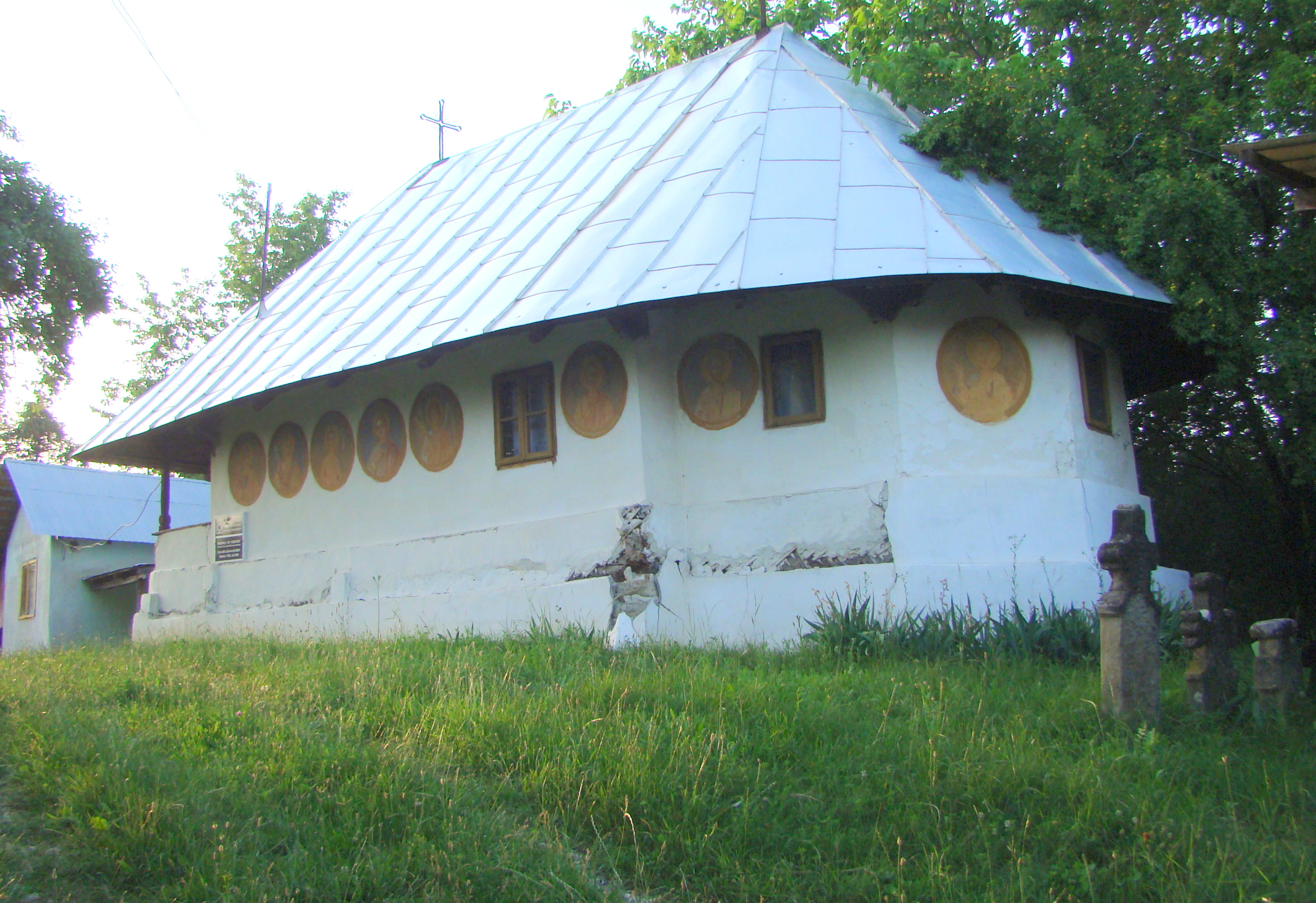
Biserica (sud-est)

Biserica de lemn din Seciurile, comuna Roșia de Amaradia, județul Gorj, are hramul „Sfinții Voievozi”. Anul edificării lăcașului de cult este 1729, dar momentul construirii bisericii ar putea fi împins până în veacul al XVII-lea, datorită variantei tipologice arhaice a unghiului în ax la altar. Biserica se află pe lista monumentelor istorice sub codul LMI:  GJ-II-m-B-09375.

## Istoric și trăsături
Despre istoricul bisericii ne vorbește pisania aflată deasupra intrării: „Această sfântă și dumnezăească biserică în care se prăsnuiește hramul Sf.Voivozi a fost întâia oară construită la anul 1729. Apoi s-a reparat și zugrăvit în zilele PSS Episcop Vartolomeiu. Cu osârdia enoriașilor săi s-a redeschis cu sfânta slujbă la 21 noembrie 1934 de către Prea C.Prot. Gr.Preșbeanu, pr.paroh fiind Gh.Marghitu. Gh.Tudor Pictor Craiova”
Cercetătoarea Ioana Cristache Panait o considera în mod eronat, pierdută: „facem notă aparte bisericii Sf.Voievozi din Seciurile (1729), care apucând zilele declarării sale ca monument istoric (1130/1955), sfârșește după aceea”. 
Planimetria bisericii: nava dreptunghiulară, altar decroșat, cu patru laturi și unghi în ax. Elevația interiorului: boltă semicilindrică în naos și altar, două fâșii curbe, tangente pereților, peste laturile în ax.
Biserica este tencuită, atât la interior, cât și la exterior; are acoperiș de tablă și pridvor pe latura de vest, pictură exterioară și clopotniță separată. În vecinătatea altarului se află câteva cruci vechi de piatră.
Existența localității și a bisericii a fost grav amenințată de alunecările de teren de proporții, provocate de cariera minieră din zonă, 200 de case au fost distruse în totalitate.

## Galerie de imagini

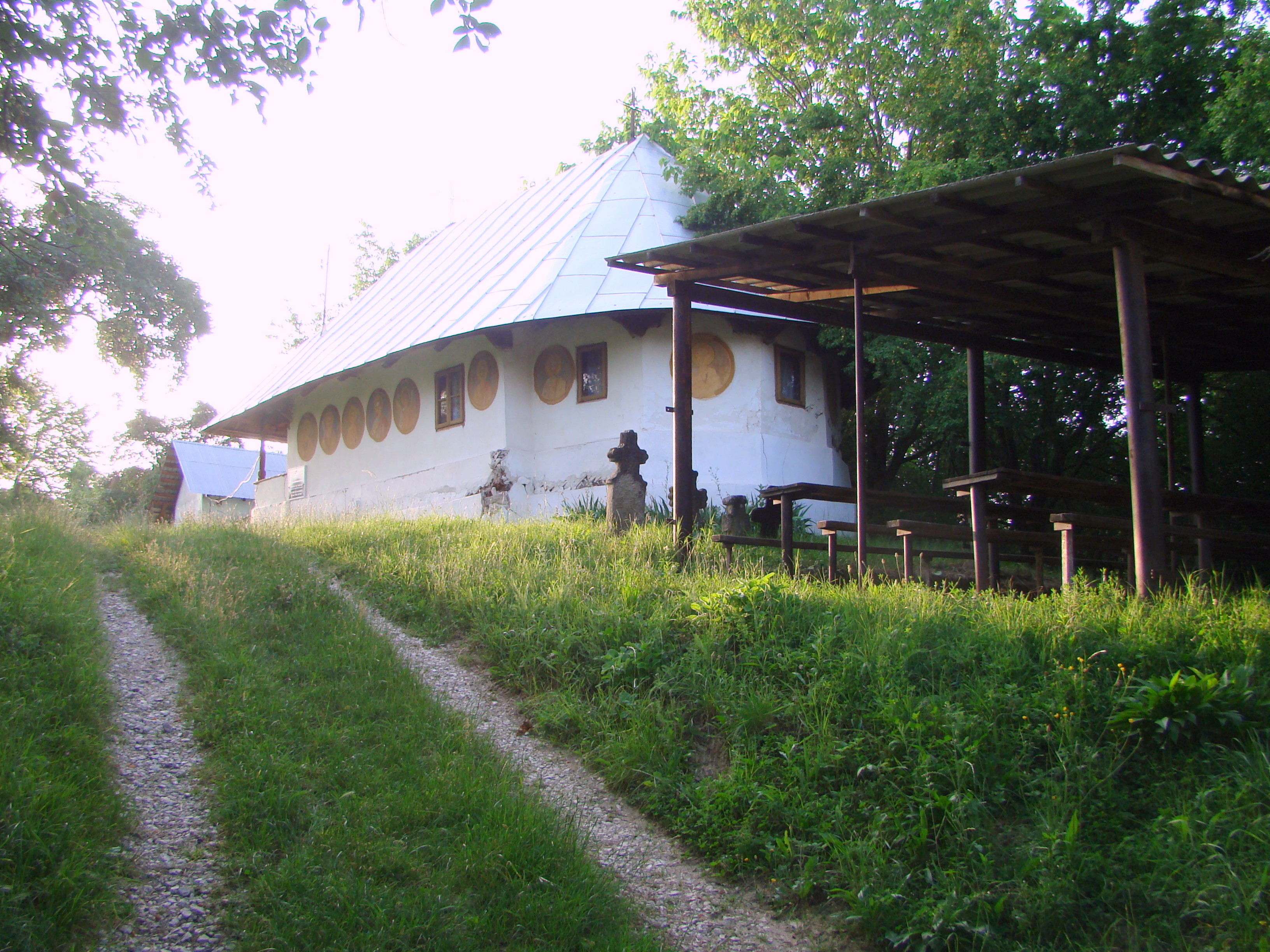
Biserica din depărtare
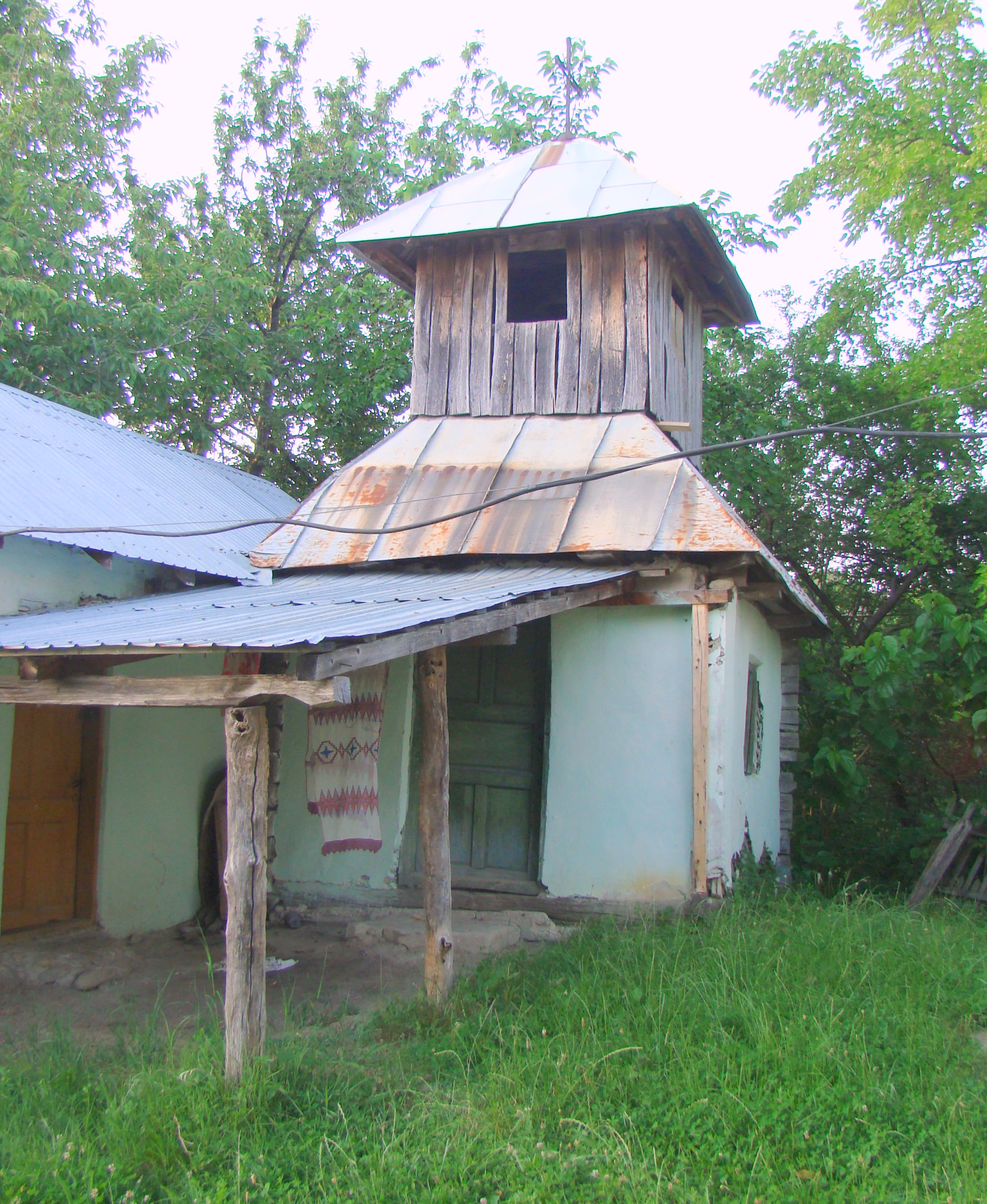
Clopotnița exterioară
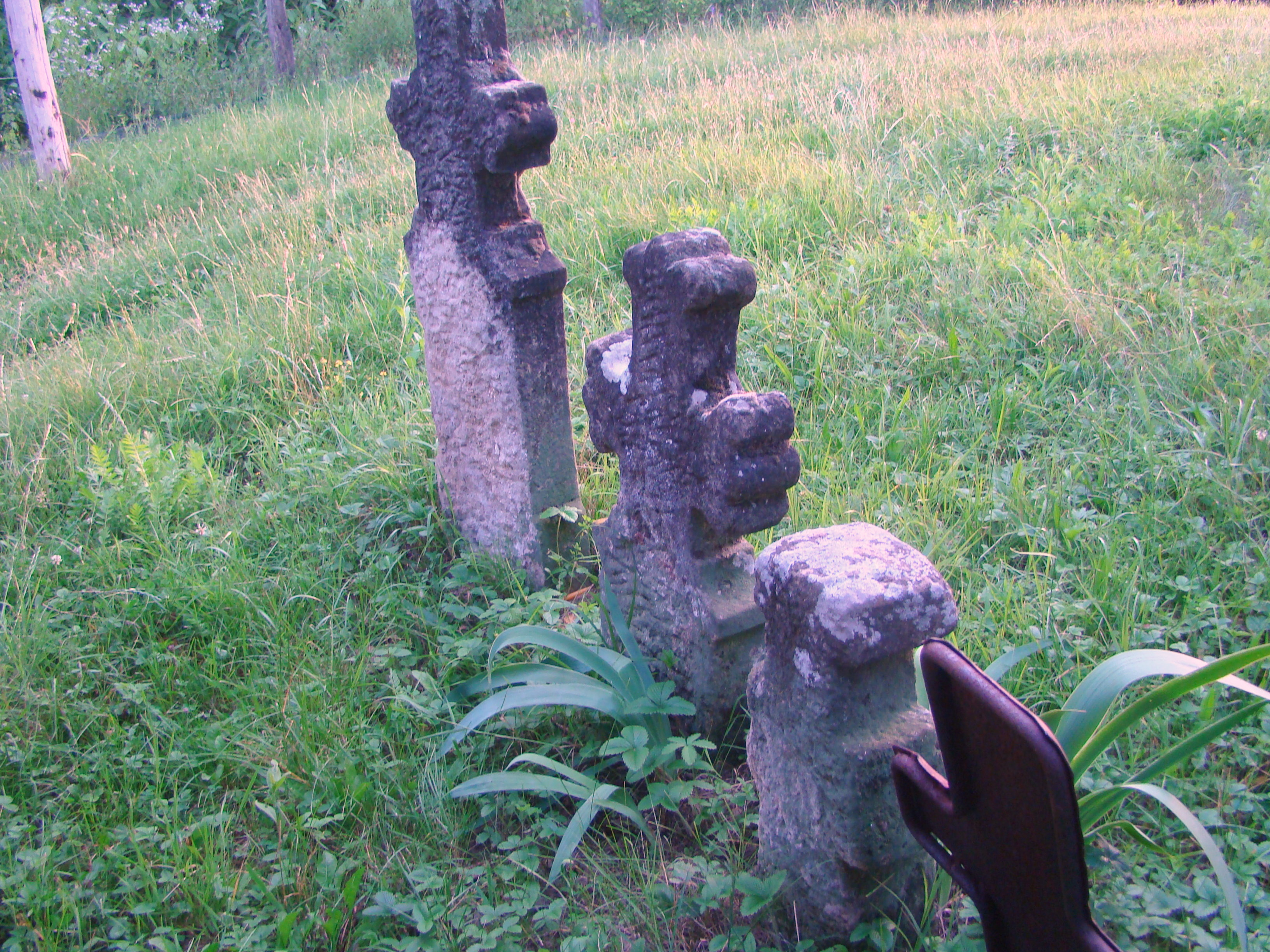
Cruci vechi
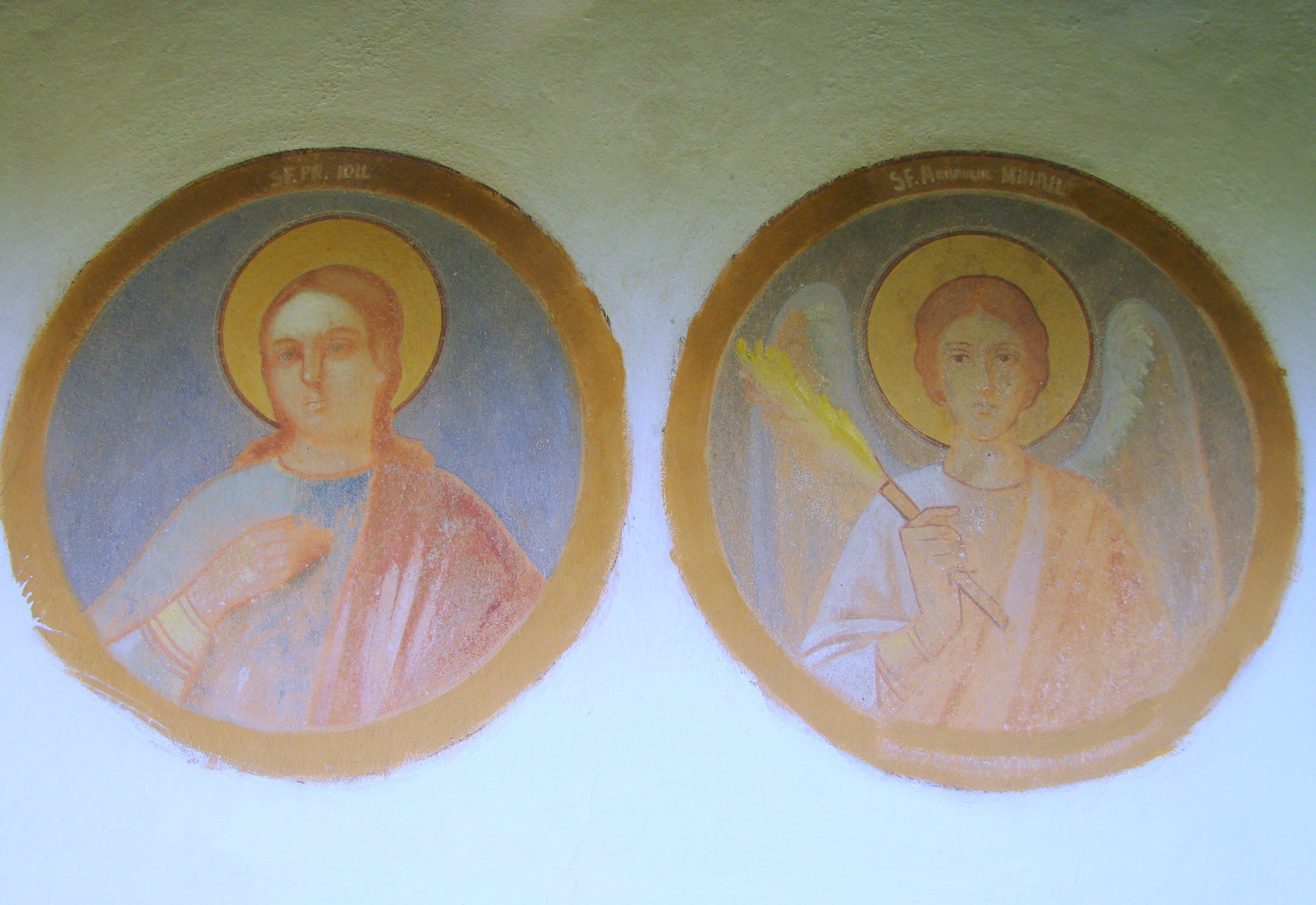
Pictura exterioară
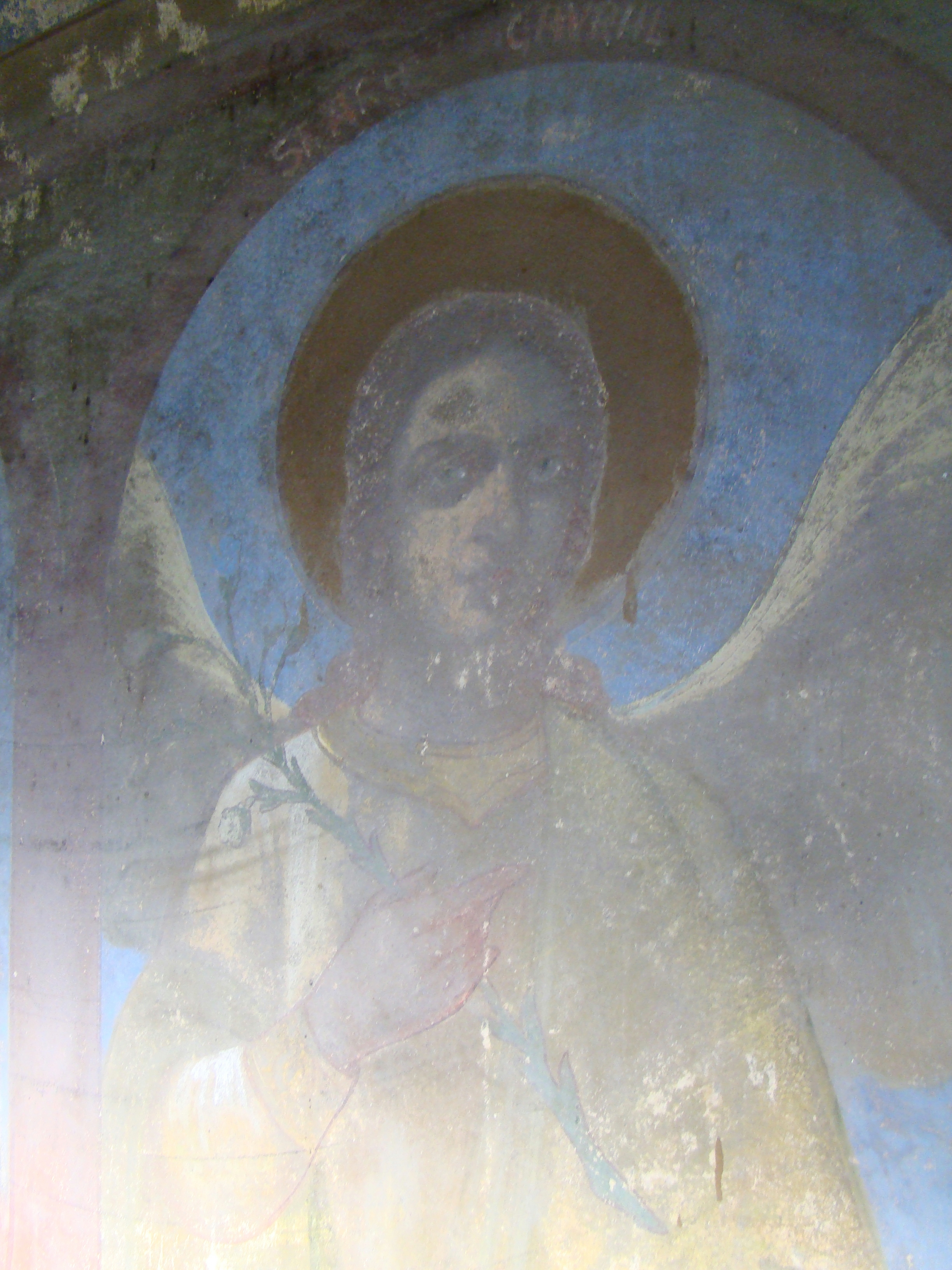
Pictura exterioară
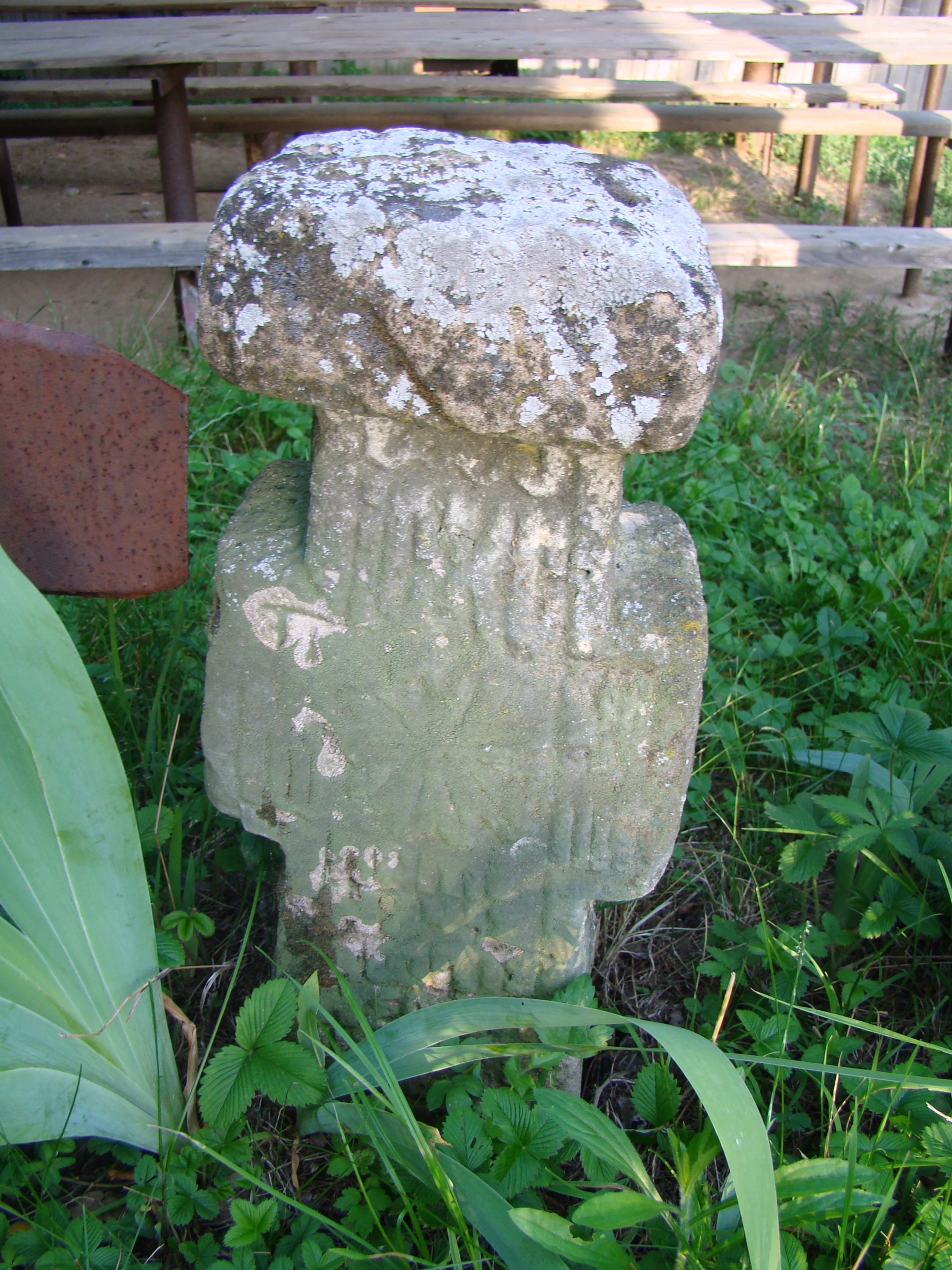
Cruce veche de oiatră
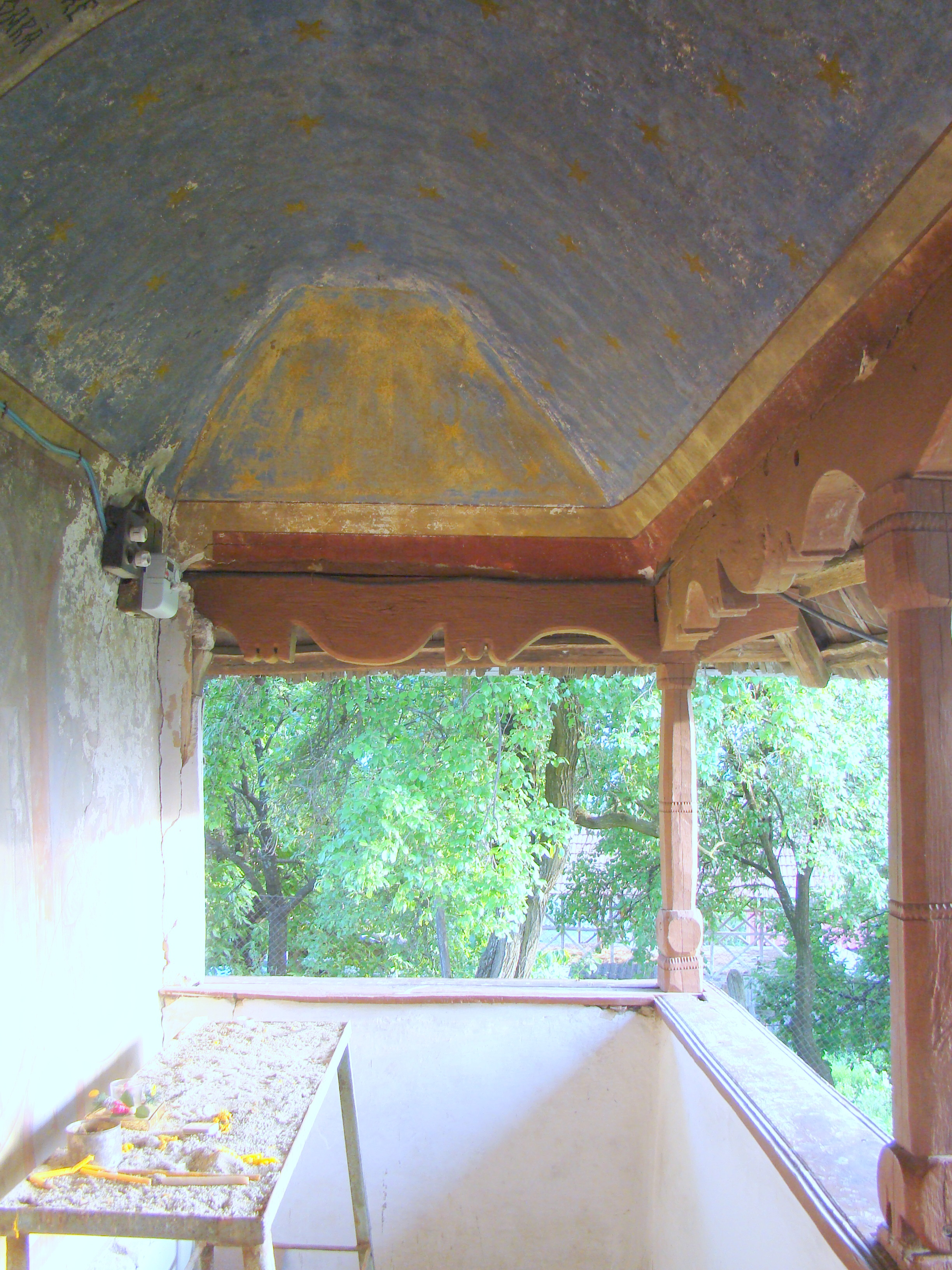
Pridvorul
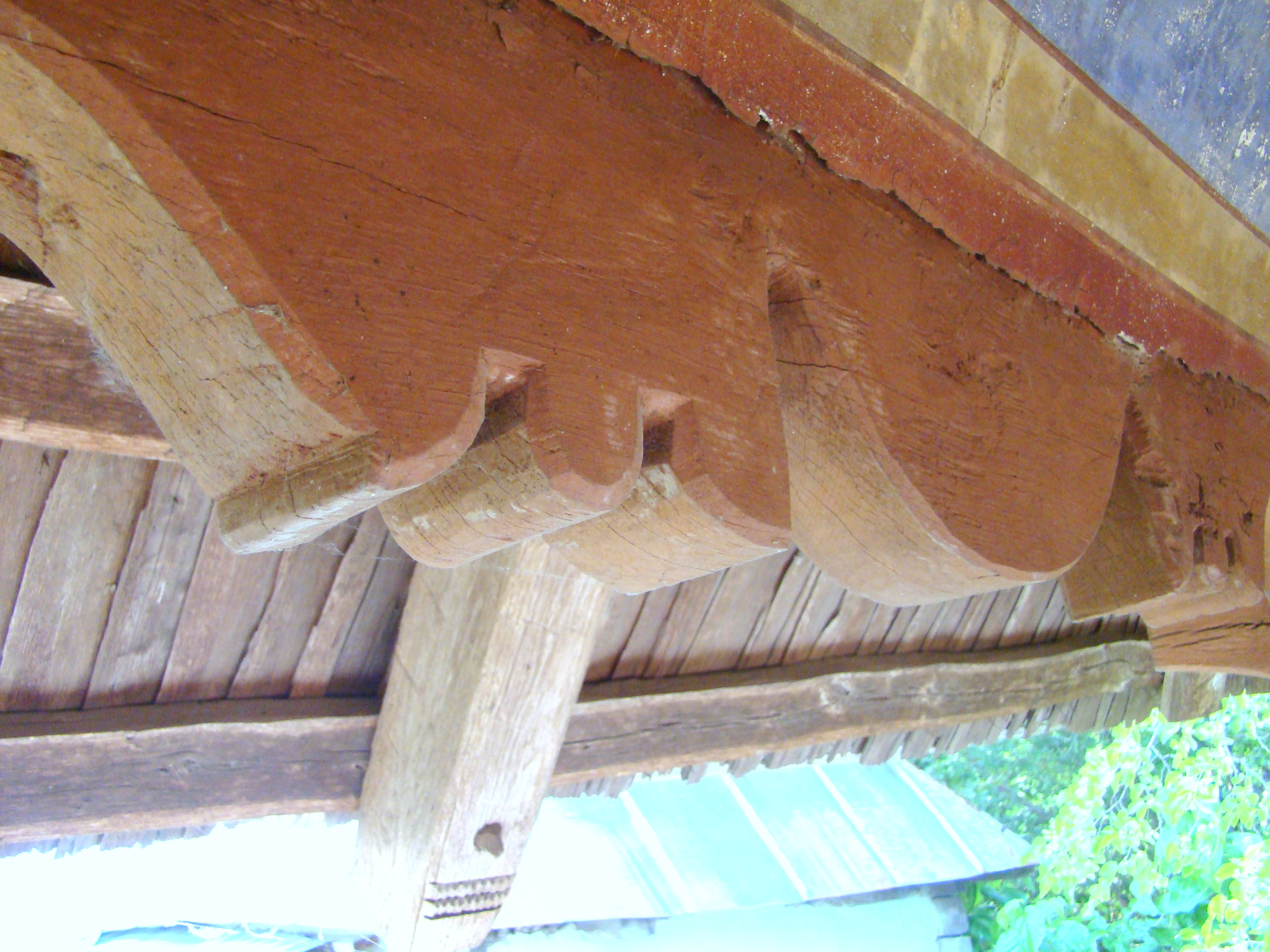
Motiv decorativ la pridvor
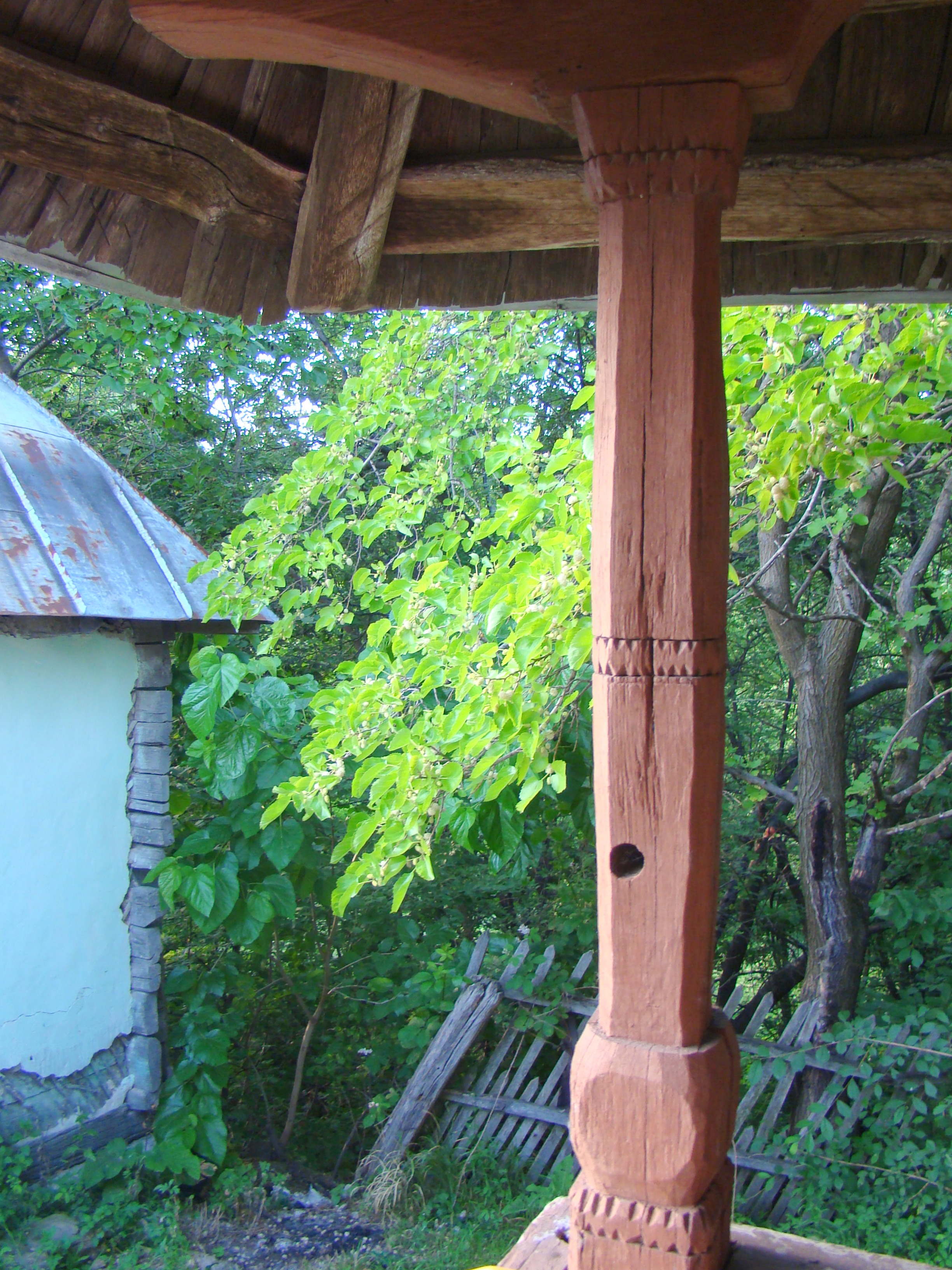
Stâlp la pridvor
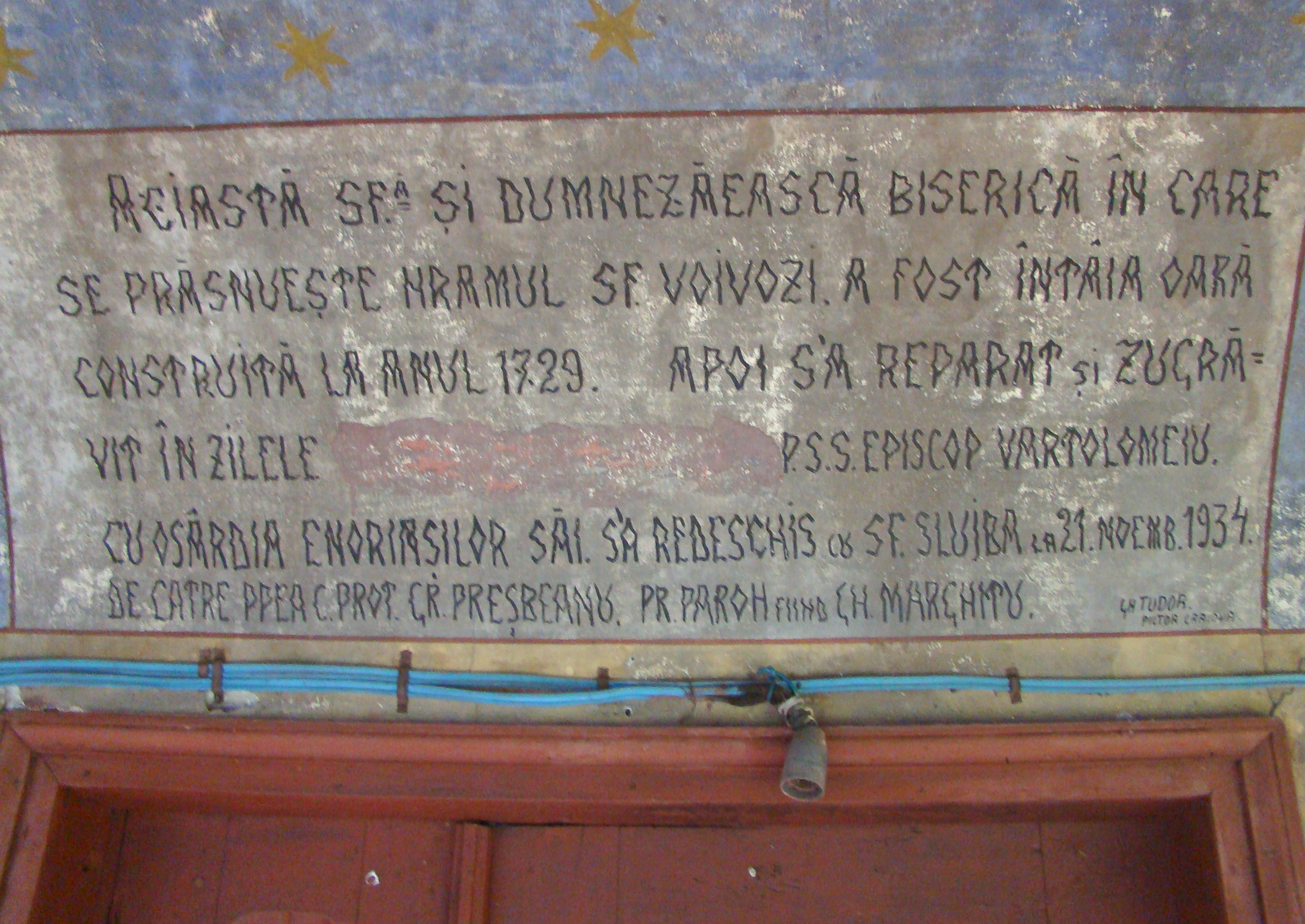
Pisania deasupra intrării
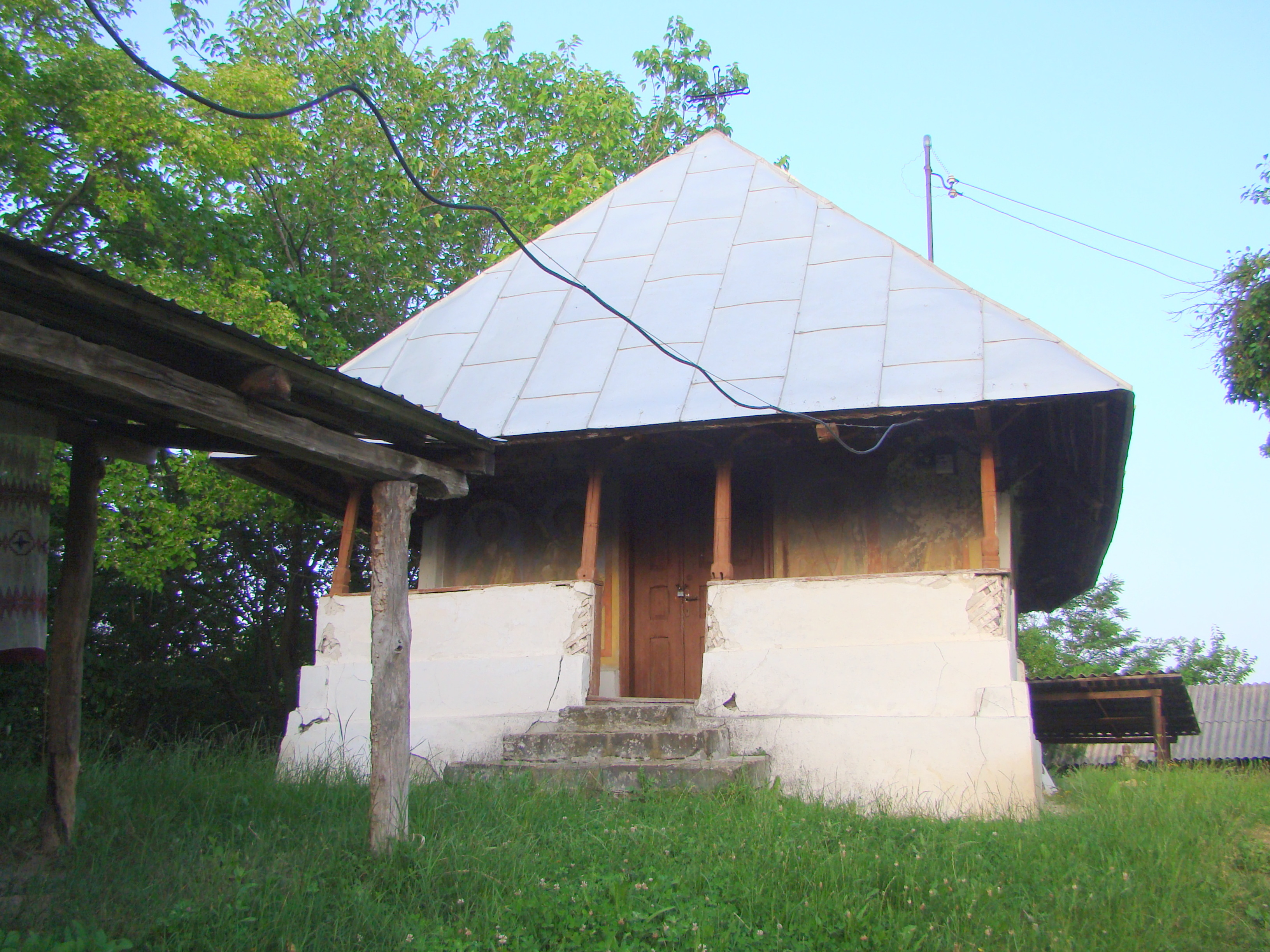
Biserica (vest)
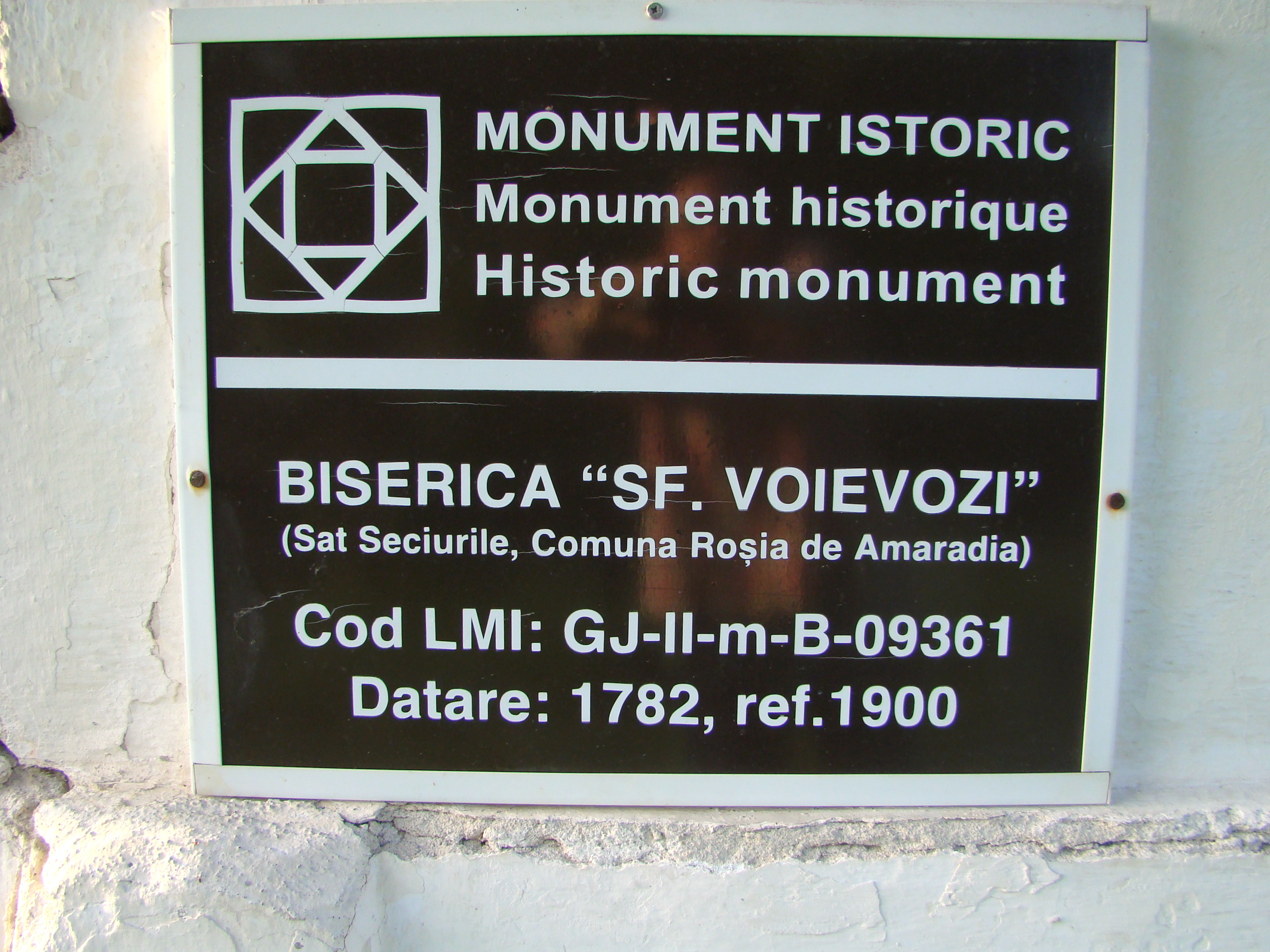
Tablă de monument